# Lotis Dolënga
Lotis Dolënga (nume la naștere Elisabeta Eliade; n. 1905, Bălți, Basarabia – d. 1961, București) a fost o poetă și prozatoare română cu origine basarabeană.
A publicat versuri sentimentale, care îmbină romantismul cu simbolismul, atât în Basarabia, unde a publicat și proză, cât și la București. După anul 1945 a rămas la București.

## Opera
Versuri
- Simfonia amurgului, 1937;
- În parcul gării, 1938;
- Cartea ultimelor vise, 1940;
- Slove de jar, 1941.

Proză
- Le Luth brisé, 1929;
- În ghearele vulturului,1937.[3]